# Den Kongelige Gæst
Den Kongelige Gæst (en danès, El convidat reial) és una òpera en un acte de Hakon Børresen sobre un llibret de Svend Leopold, basat en una història de Henrik Pontoppidan. Es va estrenar el 15 de novembre de 1919, al Det Kongelige Teater, i des de llavors ha estat entre les òperes daneses més populars.

## Enregistrament
L'òpera ha rebut només dos enregistraments:
- Den Kongelige Gæst. Stig Fogh Andersen, tenor, Edith Guillaume, mezzosoprano, Tina Kiberg, soprano, Lise-Lotte Nielsen, soprano Guido Paevatalu, baríton. Odense Symphony Orchestra, dirigits per Tamás Vetö.[1]
- Den Kongelige Gæst. Poul Wiedemann, tenor, Dorothy Larsen, soprano, Albert Høeberg, baríton, Det Kongelige Kapel dirigits per Johan Hye-Knudsen, enregistrat en viu al Teatre Reial de Copenhaguen, 27-4-1948. (Naxos Històric 8.112004)[2]